# Alectis alexandrina
Az Alectis alexandrina a csontos halak (Osteichthyes) főosztályának a sugarasúszójú halak (Actinopterygii) osztályába, ezen belül a sügéralakúak (Perciformes) rendjébe és a tüskésmakréla-félék (Carangidae) családjába tartozó faj.

## Előfordulása
Az Alectis alexandrina előfordulási területe az Atlanti-óceán keleti részén van, Marokkótól kezdve, egészen Angoláig. A Földközi-tenger déli részein is vannak állományai.

## Megjelenése
Ez a hal általában 60 centiméter hosszú, de akár 100 centiméteresre is megnőhet. Testtömege legfeljebb 3,2 kilogramm.

## Életmódja
Szubtrópusi, tengeri halfaj. A felnőtt hal magányos és a partok mentén tartózkodik, körülbelül 50 méteres mélységben. A fiatalok rajba tömörülnek és a nyílt vizek védelmét keresik; néha a brakkvízbe is beúsznak. Tápláléka kalmárok és halak.

## Szaporodása
Az ikrái a nyílt tengeren sodródnak.

## Felhasználása
Az Alectis ciliarisnak kis mértékű halászata van. A sporthorgászok is kedvelik.

## Képek

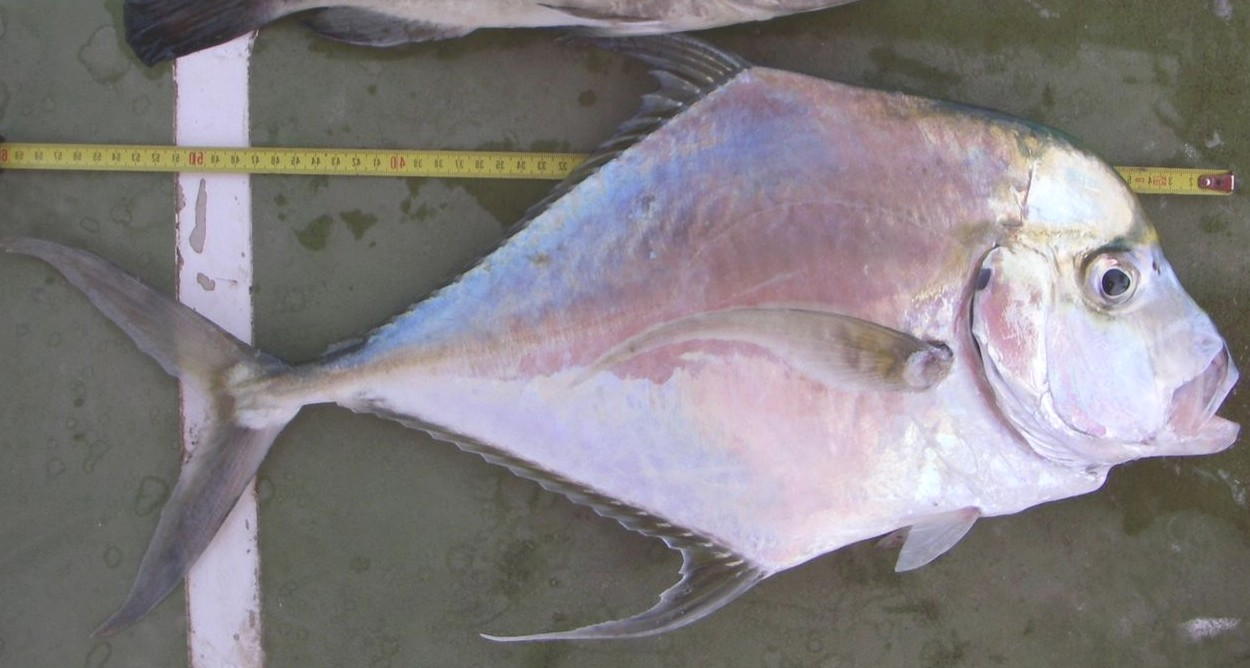
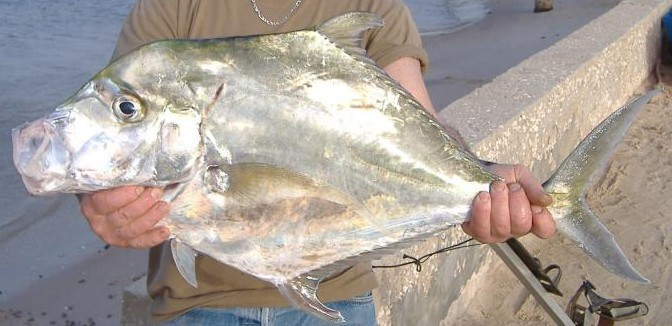
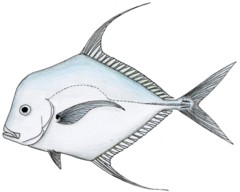
rajz a halról